# José Pirela

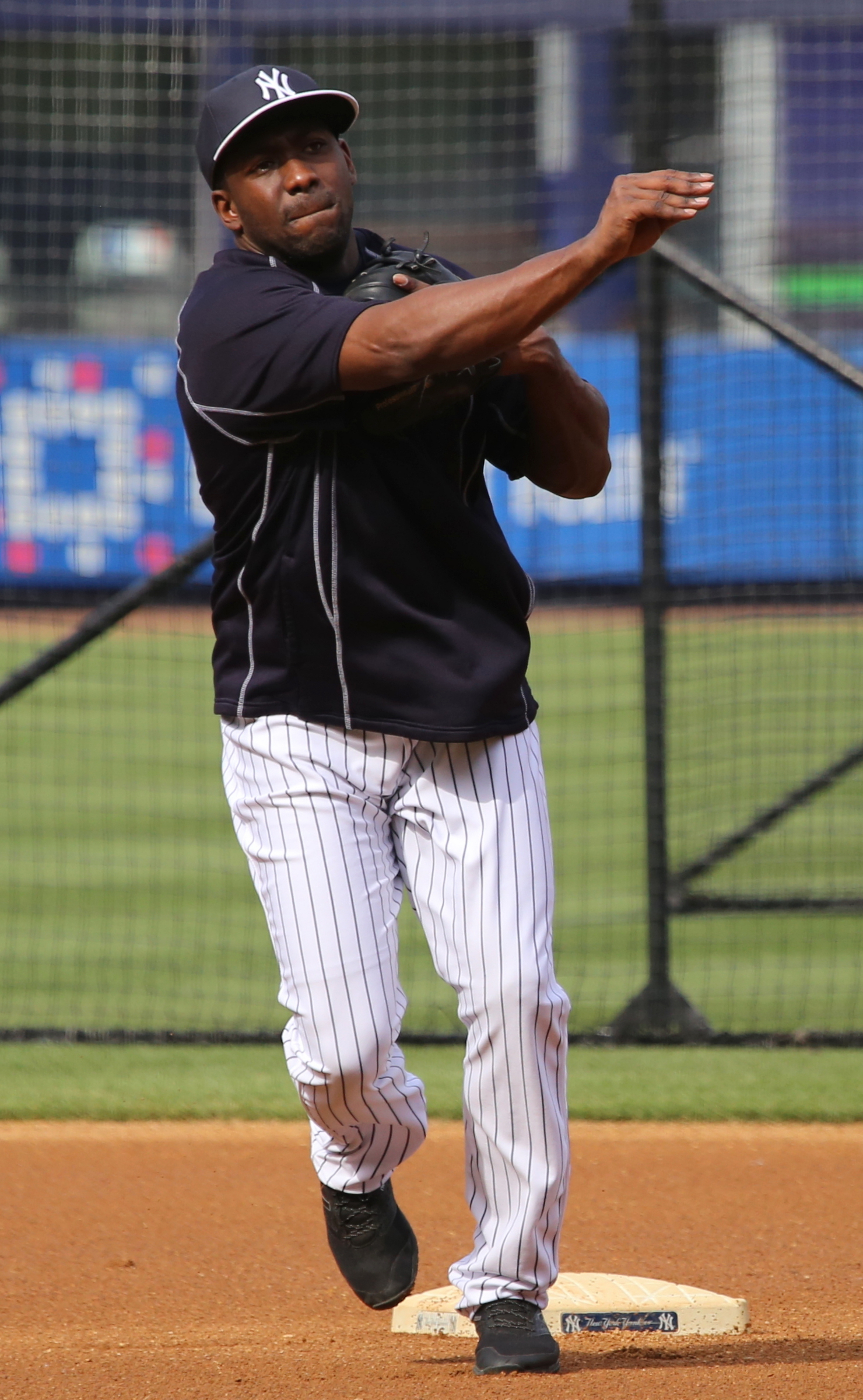
José Pirela (2015).

José Manuel Pirela nacido el 21 de noviembre de 1989 en Valera,Estado Trujillo es un jugador de béisbol profesional. Juega para los Padres de San Diego equipo de la Major League Baseball (MLB). Anteriormente jugó para los Yankees de Nueva York. Y en Liga Venezolana De Béisbol Profesional (LVBP) Juega para las Águilas del Zulia

## Carrera profesional

### Ligas Menores
Pirela firmó con los New York Yankees como agente libre internacional, recibiendo un bono de firma de $ 300.000 
Hizo su debut profesional con los Yankees en 2007 para la Liga de Verano Dominicana. Llegó a Triple-A por primera vez en 2013. Después de la temporada, él jugó para Águilas del Zulia de la Liga de béisbol profesional venezolano.
Pirela comenzó la temporada 2014 con los Scranton / Wilkes-Barre RailRiders de la Clase AAA .Terminó la temporada de la Liga Internacional con un promedio de bateo de .303, 10 jonrones y 60 carreras remolcadas (RBI). Fue nombrado All-Star de la pos-temporada.

### New York Yankees
El 16 de septiembre de 2014, los Yankees promovieron a Pirela a las Grandes Ligas.
Pirela sufrió una conmoción el 22 de marzo de 2015, en un juego de spring training contra los New York Mets mientras que jugaba el campo central. Se encontró con la pared del campo mientras perseguía una pelota golpeada por Juan Lagares.El 2 de abril de 2015, fue colocado en la lista de discapacitados por su conmoción cerebral.Una semana más tarde, fue trasladado a la lista de discapacitados de 15 días. Fue activado el 6 de mayo y el 7 conectó su primer cuadrangular contra Los Angeles Angels.

### San Diego Padres
El 11 de noviembre de 2015, los Yankees mandaron a Pirela a los Padres de San Diego por el lanzador de la liga menor Ronald Herrera.
Comenzó la temporada 2016 con los chihuahuas del paso de la Liga de la Costa del Pacífico Pacific Coast League,y fue ascendido a los Padres el 22 de abril.
Pirela no recibió contrato en el receso de temporada 2016, y se convirtió en agente libre. El 13 de diciembre de 2016 llegó a un acuerdo de ligas menores con San Diego Padres
El 6 de junio de 2017 Los Padres promovieron a Pirela a las Grandes Ligas
Pirela Terminó la Temporada de la MLB 2017 con un promedio de .288, 10 cuadrangulares y 40 carreras impulsadas.
- Datos: Q17306393
- Multimedia: José Pirela / Q17306393